# Macroglossum inconspicua
Macroglossum inconspicua är en fjärilsart som beskrevs av Rothschild 1894. Macroglossum inconspicua ingår i släktet Macroglossum och familjen svärmare. Inga underarter finns listade i Catalogue of Life.